# William Fields
William Beauford Fields (Forsyth, 6 agosto 1929 – Gainesville, 20 novembre 1992) è stato un canottiere statunitense.

## Palmarès

### Olimpiadi
- 1 medaglia:
  - 1 oro (Helsinki 1952 nell'otto)